# الخميس

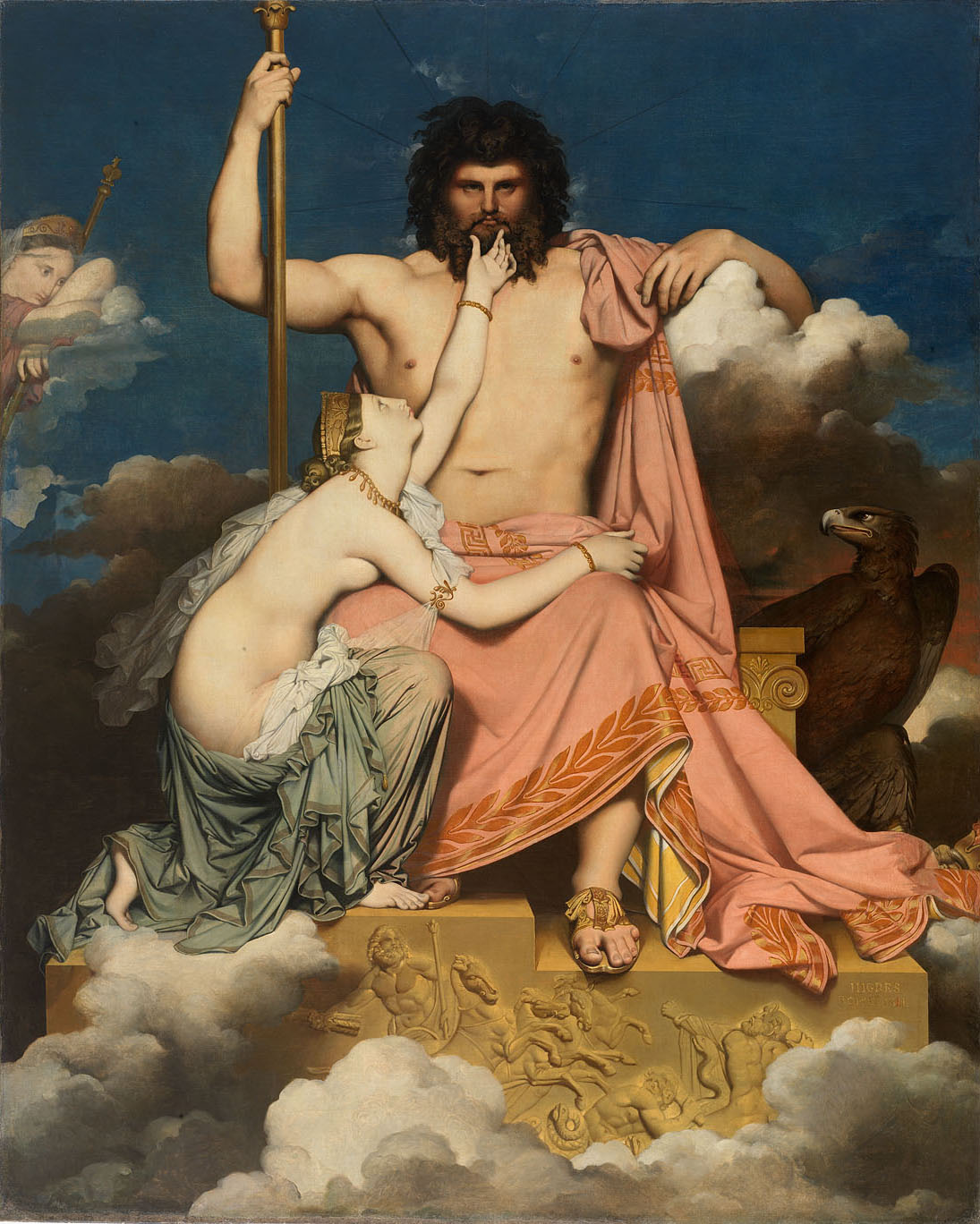

الخَمِيس يوم من أيام الأسبوع، بين الأربعاء والجمعة. وهو اليوم الخامس عند العرب وكان يُسمى مُؤْنِس في الجاهلية.

## أحداث
- الخميس الأسود في العالم: هو يوم 24 أكتوبر 1929، وقد سمي كذلك لأنه اليوم الذي حدثت فيه أزمة بورصة وول ستريت بنيويورك، وآذن بالأزمة الاقتصادية العالمية.
- الخميس الأسود في تونس: هو يوم 26 يناير 1978، حيث كان مقررًا من قبل الاتحاد العام التونسي للشغل أن يكون يوم إضراب عام، وآل الأمر إلى الصدام بين المتظاهرين وقوات الأمن، وأعلنت حالة الطوارئ وسقط فيه عشرت القتلى.
- الخميس الأسود الكويت 2 أغسطس 1990 - وقد سمي كذلك لانه اليوم الذي تم فيه الغزو العراقي على دولة الكويت وحرق الأبار (أبار النويصيب والأحمدي ومخازن الأبار في الساحل الشمالي لدوله الكويــت) مما أدى إلى تلوث مياه الخليج وتكوين سحابه سوداء دامت لأكثر من عشرة ساعات متواصله مما أدى إلى انعدام الرؤيا آنذاك والسماء كانت تمطر قطرات سوداء لذلك سمي باليوم الأسود.

## في الإسلام
ليوم الخميس بالإضافة إلى الاثنين مكانة خاصة عند المسلمين إذ يحرصون على صومهما اقتداءً بسُنة الرسول محمد، لما جاء في الحديث في رواية الترمذي وابن ماجه من حديث أبي هريرة أن النبي قال: «تعرض الأعمال يوم الاثنين والخميس، فأحب أن يعرض عملي وأنا صائم».
عند الإمامية، نقل تفسير نور الثقلين: في كتاب علل الشرائع باسناده إلى عبد الله بن يزيد بن سلام أنه قال لرسول الله صلى الله عليه وآله وقد سأله عن الأيام: فالخميس؟ قال: هو يوم خامس من الدنيا و هو يوم أنيس لعن فيه إبليس ورفع فيه إدريس، والحديث طويل أخذنا منه موضع الحاجة.